# Uhorská Ves
Uhorská Ves (în maghiară Magyarfalu) este o comună slovacă, aflată în districtul Liptovský Mikuláš din regiunea Žilina, pe malul râului Váh. Localitatea se află la altitudinea de 607 m deasupra n.m., se întinde pe o suprafață de 4,45 km2 și în 2017 număra 488 de locuitori. Se învecinează cu Beňadiková, Jamník, Podtureň și Liptovský Ján.

## Istoric
Localitatea este atestată documentar din 1230 sub numele de Mogiorfolu.

## Demografie
| An:                | 1994 | 2004   | 2014   | 2024    |
| ------------------ | ---- | ------ | ------ | ------- |
| Număr de persoane: | 437  | 433    | 471    | 573     |
| Diferență:         |      | −0,91% | +8,77% | +21,65% |

| An:                | 2023 | 2024   |
| ------------------ | ---- | ------ |
| Număr de persoane: | 576  | 573    |
| Diferență:         |      | −0,52% |